# Alfie Hewett
Alfie Hewett, sinh ngày 6 tháng 12 năm 1997, là một vận động viên quần vợt xe lăn người Anh, đến từ Cantley ở Norfolk.

## Sự nghiệp quần vợt

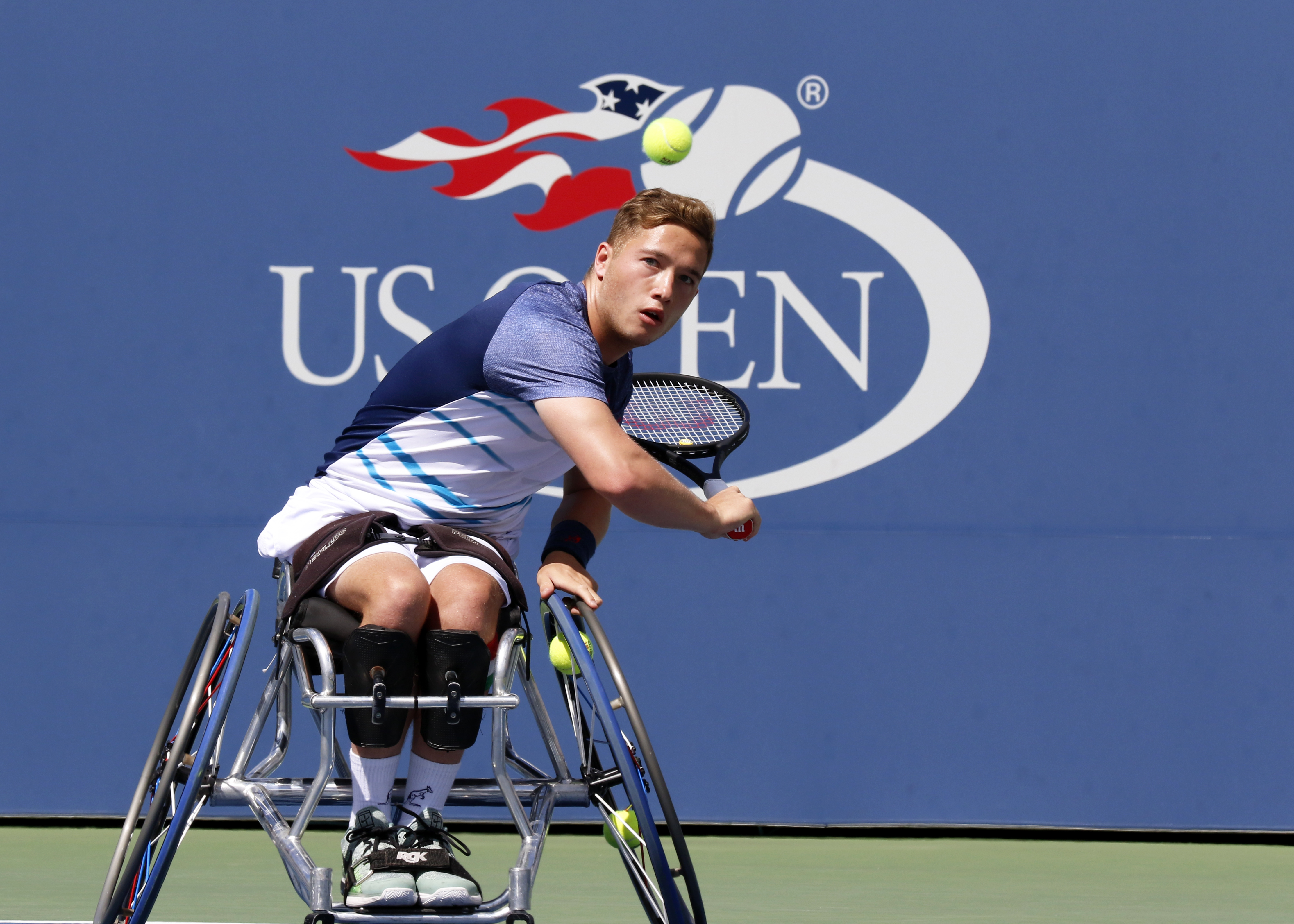
Alfie Hewett at the 2017 US Open

Năm 2016 Hewett thắng Wimbledon 2016 cùng với Gordon Reid thắng 4–6, 6–1, 7–6(8–6) trước cặp đôi người Pháp Stéphane Houdet và Nicolas Peifer.
Anh giành được huy chương bạc ở nội dung đơn nam tại Rio 2016 và nội dung đôi nam với Gordon Reid, người đã đánh bại anh tại trận chung kết ở đơn nam.
Tháng 5 năm 2017, Hewett giành được danh hiệu Grand Slam đầu tiên ở đơn tại Giải quần vợt Pháp mở rộng, đánh bại Gustavo Fernández của Argentina 0-6, 7-6 (11-9), 6-2.
Tháng 7 năm 2017, trong một lần gặp lại chung kết cùng một năm trước đó, Hewett giành được Giải quần vợt Wimbledon 2017 - Đôi nam xe lăn, cùng Reid, giành chiến thắng 6-7 (5-7), 7-5, 7-6 (7-3) trước Houdet và Peifer.
Tháng 9 năm 2017, Hewett giành được danh hiệu đôi nam xe lăn tại Mỹ Mở rộng 2017, cùng với Reid, đánh bại Houdet và Peifer ở trận chung kết, 7-5 và 6-4.
Vào ngày 29 tháng 1 năm 2018, Hewett trở thành vận động viên quần vợt xe lăn số 1 thế giới..

## Danh hiệu Grand Slam

### Đơn
- Giải quần vợt Pháp Mở rộng 2017 - Đơn nam xe lăn

### Đôi
- Giải quần vợt Wimbledon 2016 - Đôi nam xe lăn
- Giải quần vợt Wimbledon 2017 - Đôi nam xe lăn
- Giải quần vợt Mỹ Mở rộng 2017 - Đôi nam xe lăn